# Контарини, Якопо
Я́копо Контари́ни (итал. Jacopo Contarini; 1194, Венеция — 1280, Венеция) — 47-й венецианский дож, второй по счёту из знатного венецианского рода Контарини. Занимал пост с 6 сентября 1275 года до своей отставки, которая датируется 6 марта 1280 года.

## Биография
В течение жизни  Контарини выполнял дипломатические миссии, был послом Венецианской республики в Константинополе и в Ватикане. Также он занимал должность прокуратора Сан-Марко.
Якопо Контарини был женат на дворянке из рода Якобини и имел от неё четырех сыновей.
Мало что известно о процессе его избрания на пост дожа. Будучи уже в преклонном возрасте, он имел позади удачную карьеру и, скорее всего, был избран в результате соглашения между противоборствующими сторонами, бывшими не в состоянии сойтись на кандидате. Любопытно, что все дожи из семьи Контарини были избраны при таких же обстоятельствах.
Контарини был избран дожем 6 сентября 1275 года, будучи в почтенном возрасте. Эти несколько лет Контарини провёл в слабости, будучи уже слишком старым для того, чтобы должным образом возглавить Республику в смутные для неё годы.
В 1277 г. был заключён новый договор с Византией, выгодный обеим сторонам.
В истории сохранились противостояние дожа с папой римским Николаем III. Конфликт касался территориальных претензий на Анкону. Споры дошли до угрозы папы отлучить дожа от церкви, однако дож не хотел развязывать новую войну. Исчерпав силы в противостоянии, 6 марта 1280 года Контарини подал в отставку по состоянию здоровья. Он удалился в монастырь на один из островов венецианской лагуны и умер через месяц 6 апреля.
Он был похоронен в базилике Санта-Мария-Глорьоза-дей-Фрари, однако надгробный памятник был разрушен в конце XVIII века.